# Leichtathletik-Weltmeisterschaften 2013/Teilnehmer (Mongolei)
| Gelbes Symbol für Goldmedaillen mit stilisierten Olympischen Ringen | Graues Symbol für Silbermedaillen mit stilisierten Olympischen Ringen | Braundes Symbol für Bronzemedaillen mit stilisierten Olympischen Ringen |
| ------------------------------------------------------------------- | --------------------------------------------------------------------- | ----------------------------------------------------------------------- |
| —                                                                   | —                                                                     | —                                                                       |

Der Leichtathletik-Verband der Mongolei stellte zwei Teilnehmer bei den Leichtathletik-Weltmeisterschaften 2013 in der russischen Hauptstadt Moskau.

## Ergebnisse

### Männer

#### Laufdisziplinen
| Athlet               | Disziplin | Vorlauf | Vorlauf | Halbfinale | Halbfinale | Finale    | Finale |
| Athlet               | Disziplin | Zeit    | Platz   | Zeit       | Platz      | Zeit      | Platz  |
| -------------------- | --------- | ------- | ------- | ---------- | ---------- | --------- | ------ |
| Bat-Otschiryn Ser-Od | Marathon  |         |         |            |            | 2:21:55 h | 36     |

### Frauen

#### Laufdisziplinen
| Athlet                       | Disziplin | Vorlauf | Vorlauf | Halbfinale | Halbfinale | Finale | Finale |
| Athlet                       | Disziplin | Zeit    | Platz   | Zeit       | Platz      | Zeit   | Platz  |
| ---------------------------- | --------- | ------- | ------- | ---------- | ---------- | ------ | ------ |
| Luwsanlchündegijn Otgonbajar | Marathon  |         |         |            |            | DNF    | DNF    |